# Área metropolitana de Merced
El Área Metropolitana de Merced y oficialmente como Área Estadística Metropolitana de Merced, CA MSA tal como lo define la Oficina de Administración y Presupuesto, es un Área Estadística Metropolitana centrada en la ciudad de Merced en el estado estadounidense de California. El área metropolitana tenía una población en el Censo de 2010 de 255.793 habitantes, convirtiéndola en la 122.º área metropolitana más poblada de los Estados Unidos. El área metropolitana de Merced comprende solamente el condado de Merced y la ciudad más poblada es Merced.

## Composición del área metropolitana

### Ciudades
Atwater |
Dos Palos |
Gustine |
Livingston |
Los Baños |
Merced 

### Lugares designados por el censo
Bear Creek |
Delhi |'
Franklin |
Hilmar-Irwin |
Le Grand |
McSwain |
Planada |
Santa Nella |
Snelling |
South Dos Palos |
Stevinson |
Tuttle |
University of California Merced |
Volta |
Winton 